# PWM78 2
PWM78 2 (również Pfleiderer 2, PWM2) – gromada kulista Drogi Mlecznej znajdująca się w konstelacji Wężownika. Obiekt ten został odkryty w 1977 roku przez Pfleiderera, Weinbergera i Mrossa. Jako kandydat na gromadę kulistą został określony przez Brenta A. Archinala. W 2009 roku S. Ortolani i jego zespół potwierdzili, że jest to gromada kulista. Gromada ta znajduje się w odległości około 52 tys. lat świetlnych od Ziemi oraz 31,6 tys. lat świetlnych od centrum Galaktyki.